# 河北省地震局
河北省地震局，是中国地震局和河北省人民政府双重领导，以中国地震局为主的事业单位。根据河北省人民政府授权，依法履行防震减灾主管机构的各项职责，承担本行政区域内防震减灾工作政府行政管理职能。

## 历史沿革
河北省地震工作是从1966年邢台地震后开始的。其时，有中国科学院、地质部、石油部和国家测绘总局等20个单位近450余人参加了现场考察并建立了多种观测手段的台网。邢台地区建立了地方地震工作的临时机构。
1967年后，在沧州、廊坊、唐山、张家口等地区建立了一批地震监测台站，同时在邢台、廊坊、唐山地区成立了地震办公室。1970年开始组建河北省地震队，由石油部六四六厂六大队、地质部水文地质研究所地震队、地震地质大队、物探大队、中国科学院地球物理研究所、地质研究所、兰州地球物理研究所、贵阳地球化学研究所、国家测绘总局地震测量队及河北省部分地方台站人员共340人组成。1971年，成立了河北省地震办公室，与河北省地震队合署办公。下设前兆研究队、综合队、地区地震队。1975年，撤销了前兆研究队，成立了分析预报室。1976年，撤销了省地震办公室和省地震队，建立了河北省地震局。